# Ala, Söderhamns kommun

Ala är ett sågverk och industrisamhälle i Söderala socken, Gävleborgs län. Sågverket tillhörde tidigare Bergvik och Ala AB, men ingår numera i Stora Enso-koncernen. Samhället Ala ingår numera i tätorten Ljusne.